# Дефоліація
Дефоліація — явище опадання листя з рослин при несприятливих факторах навколишнього середовища, а також процес штучного видалення листя за допомогою спеціальних препаратів — дефоліантів.
Штучна дефоліація зазвичай проводиться для полегшення машинного збирання врожаю в сільському господарстві. Дефоліацію застосовують на посівах бавовнику (за 6 днів до збирання врожаю), технічних сортах винограду (за 20 днів до збирання), насінників люпину.
Під час війни у В'єтнамі дефоліанти широко використовувались американськими військовими.